# Biển Balear

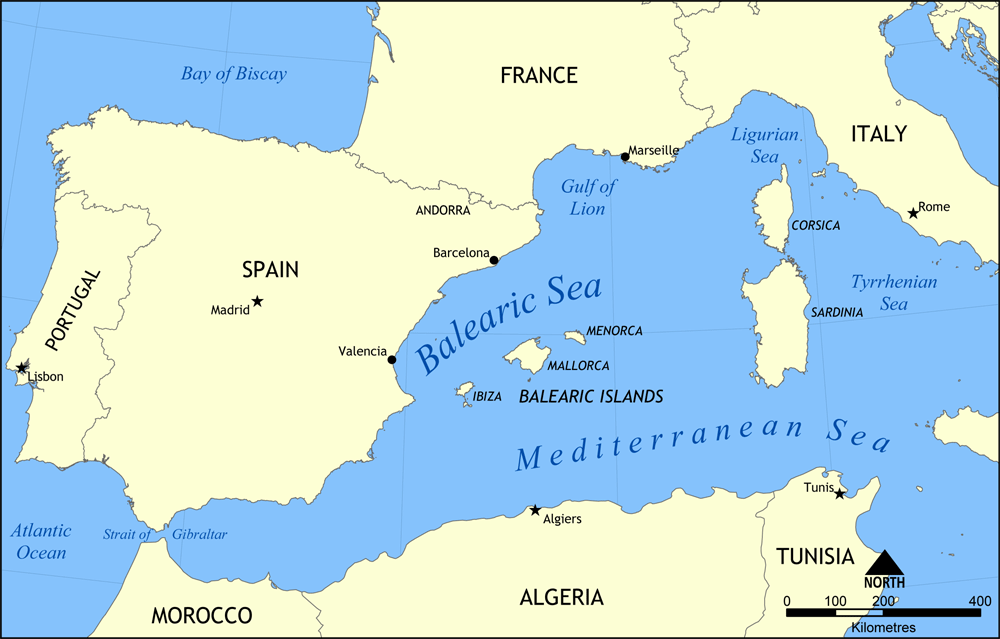
Bản đồ biển Balear

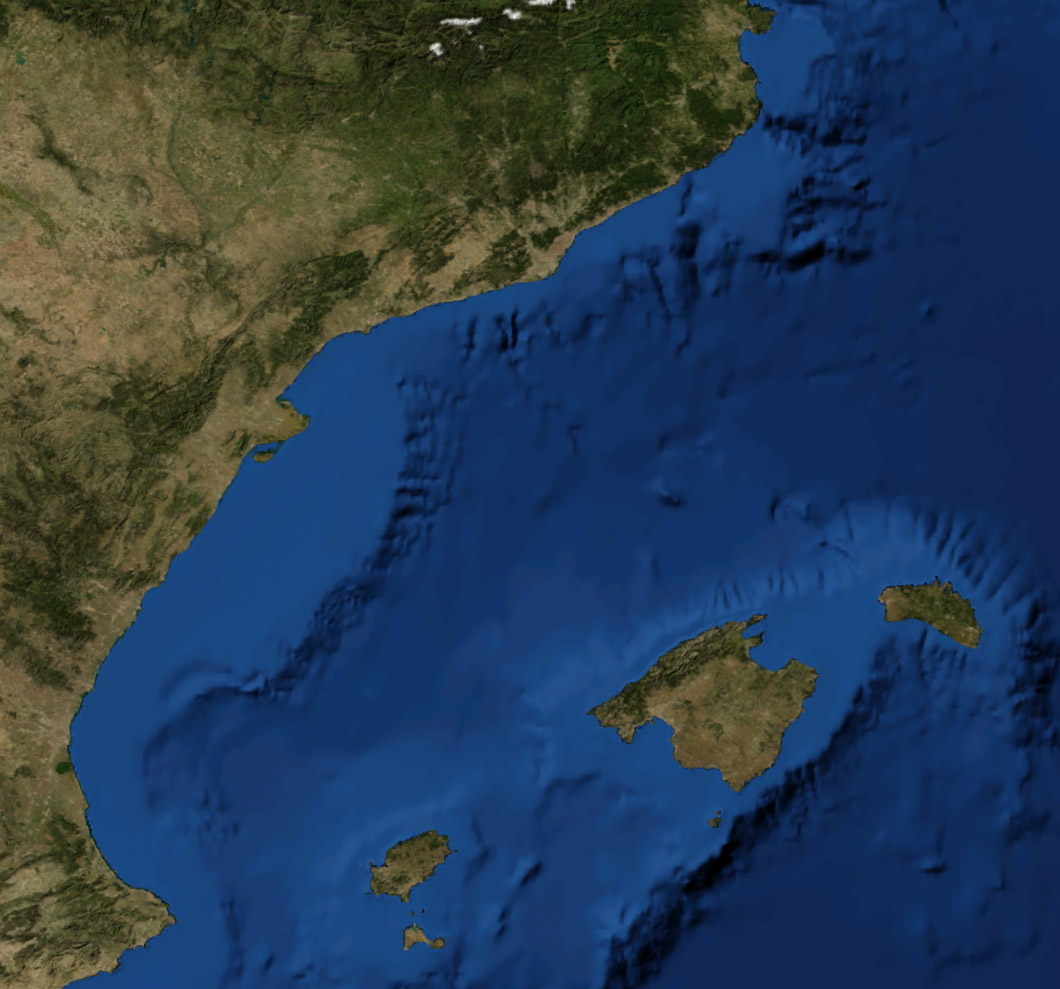
Hình ảnh vệ tinh biển Balear

Biển Balear (tiếng Catalan: Mar Balear) hay biển Iberia là vùng biển ở Địa Trung Hải gần quần đảo Baleares. Theo ngôn ngữ Catalan, biển có tên gọi biển Catalan-Balear (Mar Catalanobalear). Sông Ebro chảy vào biển này.

## Mở rộng
Tổ chức Thủy đạc quốc tế định nghĩa giới hạn của biển Balear như sau:

Giữa quần đảo Baleares và bờ biển Tây Ban Nha, bao quanh:
Phía tây nam. từ mũi San Antonio, Tây Ban Nha (38°50′B 0°12′Đ / 38,833°B 0,2°Đ) đến Cabo Berberia, đến cực tây nam của quần đảo Baleares (39°07′B 2°54′Đ / 39,117°B 2,9°Đ) và đến Isla del Aire, kết thúc tại cực nam của Menorca.
Phía đông bắc. Bờ biển phía đông của Menorca đến Cabo Favaritx (40°00′B 4°14′Đ / 40°B 4,233°Đ) từ đó hướng tới Cabo San Sebastian (Tây Ban Nha) theo đường thẳng (41°54′B 3°10′Đ / 41,9°B 3,167°Đ).